# Gore
Gore là một xã trong quận Korçë thuộc hạt Korçë, Albania. Dân số năm 2005 là 3148 người.